# Аэдо, Даниэла
Даниэла Аэдо (исп. Daniela Aedo Santana; 12 февраля 1995, Мехико, Мексика) — мексиканская актриса, гитаристка, композитор и певица.

## Биография
Родилась 12 февраля 1995 года в Мехико. В мексиканском кинематографе дебютировала в 1998 году в возрасте всего лишь 3 лет и с тех пор снялась в 9 телесериалах. В 2009 году решила порвать с кинематографом в пользу музыки и с этого момента она начала музыкальную деятельность в качестве гитаристки, композитора и певицы. В 2014 году была принята студенткой в музыкальный колледж в Беркли, где она учится до сих пор[уточнить]. Она даёт по два концерта в год в странах Латинской Америки. Номинирована 4 раза на три различные премии, однако ей удалось победить в двух из них (INTE и TVyNovelas).

## Фильмография

### Избранные телесериалы
- 1985—2007 — Женщина, случаи из реальной жизни
- 2000-01 — Личико ангела — Дульсе Мария Ларриос Вале.
- 2005 — Наперекор судьбе — Сандра Серрано Рудель (ребёнок).

## Дискография
- 2000 — Личико ангела